# Gunnar Kockum
Nils Gunnar Fredrik Kockum, född 28 januari 1913 i Malmö, död 10 mars 1991 i Limhamn, var en svensk industriman.

## Biografi
Kockum, som var son till direktör Frans Henrik Kockum och Karin Schram, avlade ingenjörsexamen 1936, praktiserade i utlandet 1937–1938, anställdes av Kockums Mekaniska Verkstads AB 1939, var överingenjör där 1954–1957, direktör 1958–1961, verkställande direktör för Kockum Landsverk Sales Co 1961–1967 och vice verkställande direktör för Kockums Mekaniska Verkstads AB 1968–1972. Han var Norges generalkonsul 1966–1983. Kockum är gravsatt på Gamla kyrkogården i Malmö.